# Izu Velodrome
Izu Velodrome (jap. 伊豆ベロドローム) – kryty tor kolarski w Izu, w Japonii. Długość toru kolarskiego wynosi 250 m, a pojemność trybun areny to 3600 widzów.
Tor znajduje się na terenie kompleksu kolarskiego położonego kilka kilometrów na wschód od miasta Izu w prefekturze Shizuoka. Obiekt został wybudowany w latach 2010–2011 i otwarty 1 października 2011 roku. Jest to pierwszy kryty 250-metrowy tor kolarski w Japonii, pełni on rolę narodowego centrum treningowego i często gości zawody rangi krajowej, jak i międzynarodowej. W 2016 roku rozegrano na nim konkurencje kolarstwa torowego podczas kolarskich mistrzostw Azji. Obiekt będzie również gościł konkurencje kolarstwa torowego na Letnich Igrzyskach Olimpijskich 2020 i Letnich Igrzyskach Paraolimpijskich 2020. Planuje się także, że odbędą się na nim zawody w kolarstwie torowym podczas Igrzysk Azjatyckich 2026.